# Cassini (kráter na Měsíci)

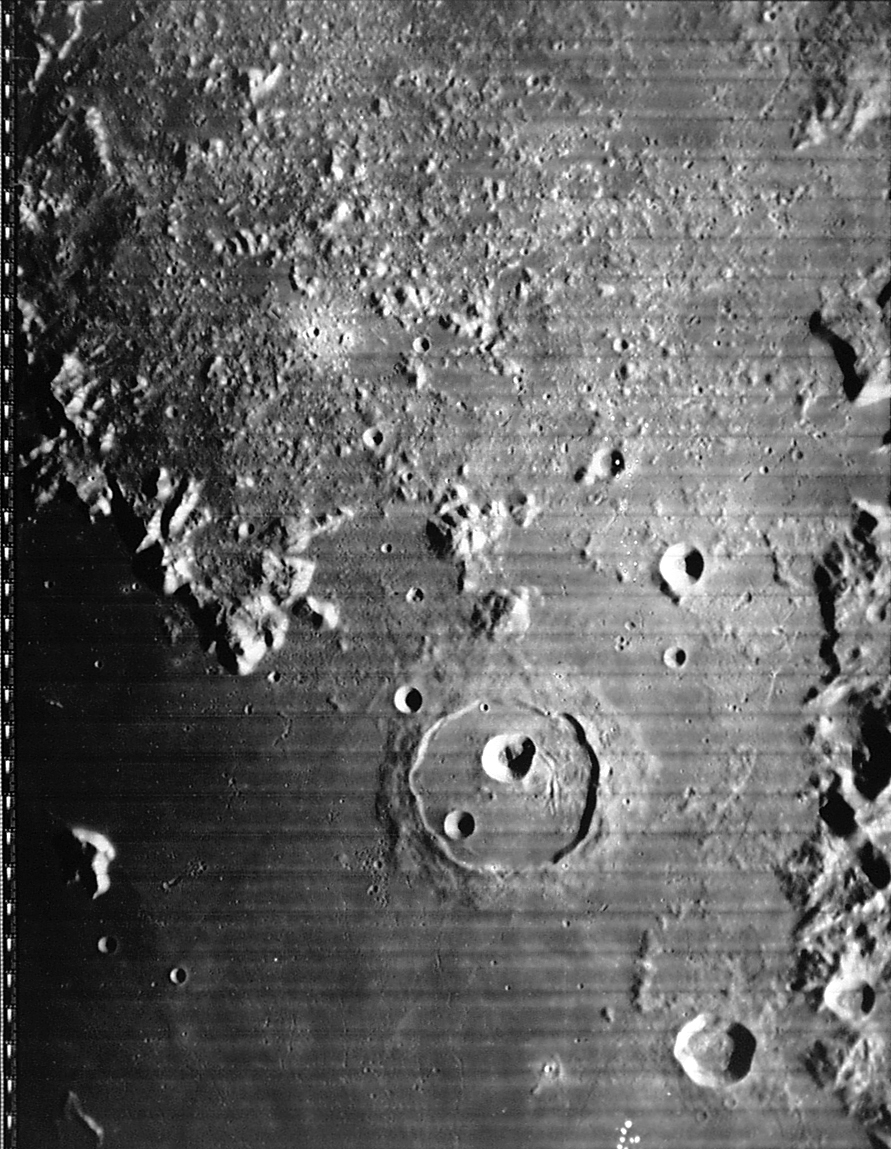
Kráter Cassini (dole uprostřed) a okolí

Cassini je lávou zatopený kráter nacházející se na východním okraji měsíčního moře Mare Imbrium (Moře dešťů) nedaleko nultého poledníku na přivrácené straně Měsíce. Má průměr 57 km, jeho okrajový val vystupuje cca 1,2 km nad okolní terén. Uvnitř něj leží další krátery, z nichž největší jsou Cassini A a Cassini B.
Jihozápadně leží výrazný kráter Aristillus, jiho-jihovýchodně menší kráter Theaetetus. Východně se rozkládá pohoří Montes Caucasus (Kavkaz), severozápadně Montes Alpes (Alpy) a nejbližší mys Promontorium Agassiz. Západně se nachází v Moři dešťů osamocená hora Mons Piton.

## Název
Pojmenován je podle italsko-francouzského astronoma Giovanniho Domenica Cassiniho, objevitele Cassiniho dělení, a také podle francouzského astronoma Jacquese Cassiniho, jeho syna.

## Satelitní krátery
V okolí kráteru se nachází několik dalších kráterů. Ty byly označeny podle zavedených zvyklostí jménem hlavního kráteru a velkým písmenem abecedy.
| Cassini | Sel. šířka | Sel. délka | Průměr |
| ------- | ---------- | ---------- | ------ |
| A       | 40.5° S    | 4.8° V     | 15 km  |
| B       | 39.9° S    | 3.9° V     | 9 km   |
| C       | 41.7° S    | 7.8° V     | 14 km  |
| E       | 42.9° S    | 7.3° V     | 10 km  |
| F       | 40.9° S    | 7.3° V     | 7 km   |
| G       | 44.7° S    | 5.5° V     | 5 km   |
| K       | 45.2° S    | 4.1° V     | 4 km   |
| L       | 44.0° S    | 4.5° V     | 6 km   |
| M       | 41.3° S    | 3.7° V     | 8 km   |
| P       | 44.7° S    | 1.9° V     | 4 km   |
| W       | 42.3° S    | 4.3° V     | 6 km   |
| X       | 43.9° S    | 7.9° V     | 4 km   |
| Y       | 41.9° S    | 2.2° V     | 3 km   |
| Z       | 43.4° S    | 2.3° V     | 4 km   |